# Vermaat's Bakkerijen

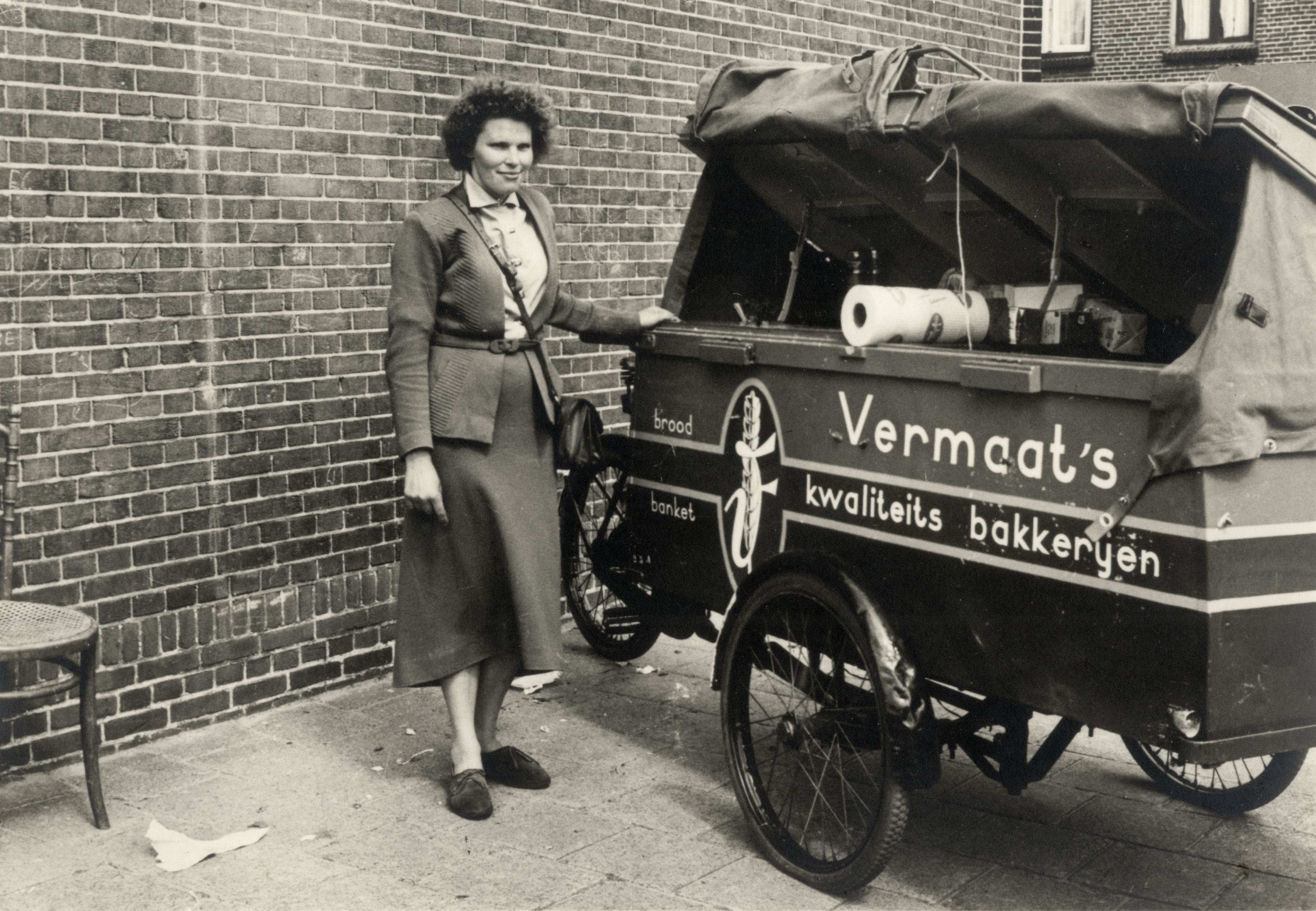
Broodbezorgster met bakfiets (ca. 1950)

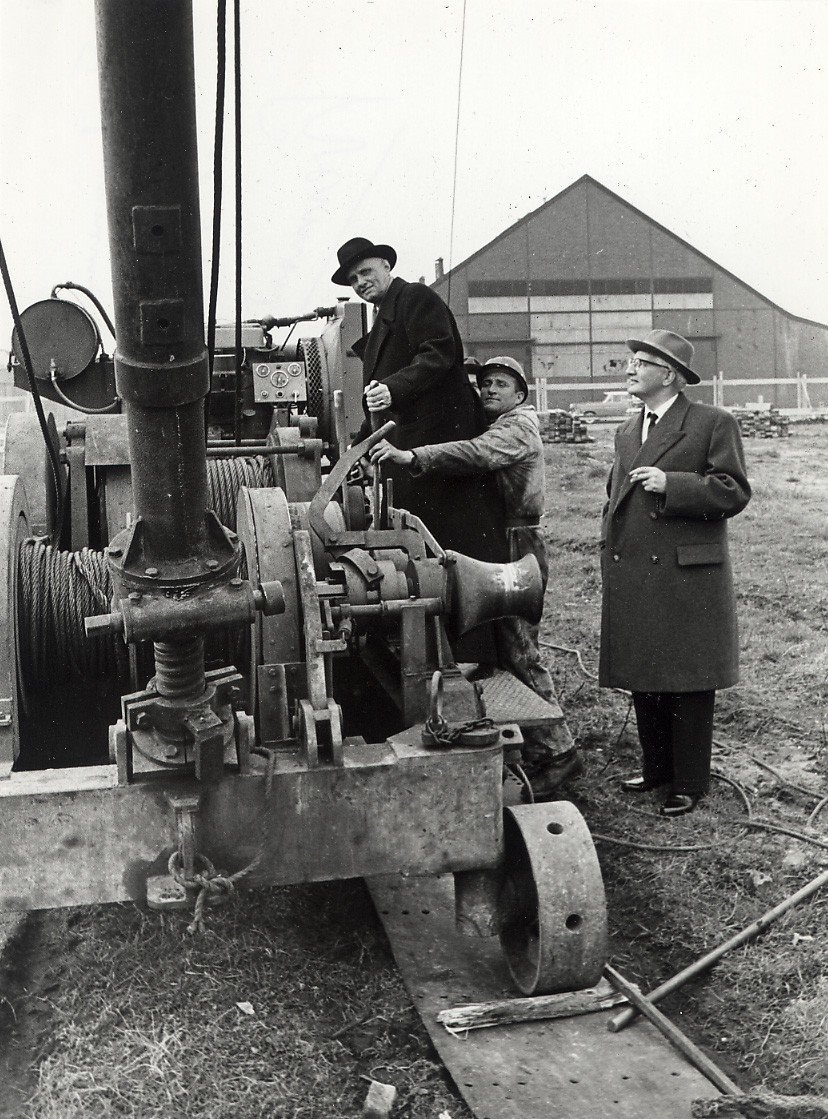
Slaan van de eerste door paal voor de fabriek in 1961

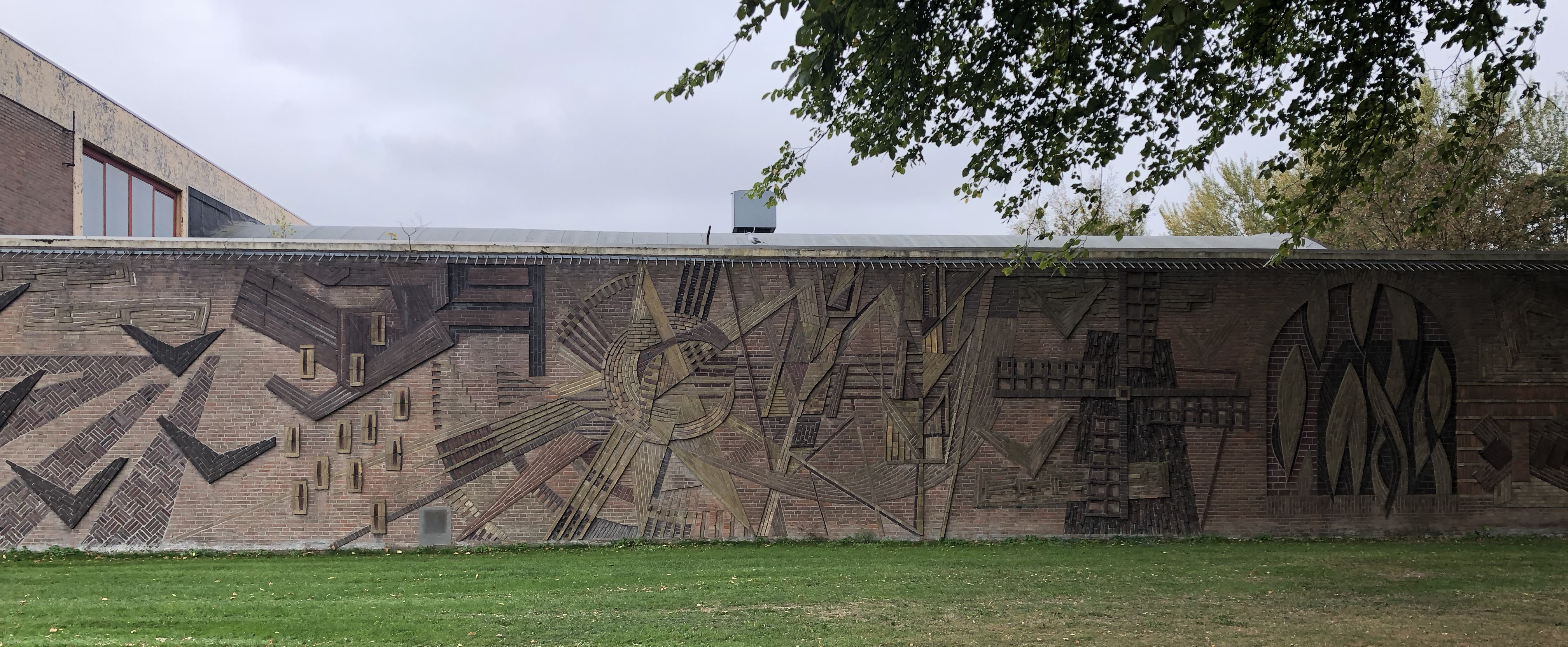
Muurreliëf door Levinus Tollenaar getiteld 'Ode aan de bakker' aan de Krugerkade

Vermaat’s Bakkerijen was de naam van een industriële bakkerij uit Haarlem. De bakkerij is in 1936 opgericht door Willem Vermaat als Vermaats Moderne Bakkerijen. De Bakkerij bevond zich tot 2009 in het gebouw aan het Nelson Mandelapark in Haarlem-Noord.

## Geschiedenis

### Oprichting - 1940
Bakkerij Vermaat is op 17 november 1936 opgericht door de toen 41-jarige Willem Vermaat. Hij was geboren in Bergschenhoek en stamde uit een landbouwersgezin. In 1924 trouwde Vermaat met Adriana den Hartigh uit Hillegersberg. Zij was de dochter van Teunis den Hartigh, eigenaar van de voor die tijd grote bakkerij T. den Hartigh aan de Bergweg in Rotterdam.
De Haarlemse bevolking groeide tussen 1920 en 1940 sterk. Voor Vermaat was dit reden om die gemeente in 1936 te kiezen als vestigingsplaats voor een moderne bakkerij. Aan de noordzijde van de stad, aan de Paul Krugerkade 33, verrees een bakkerij die werkte volgens de laatste stand der techniek. Vanwege de vele uitgestrekte laagbouw nieuwbouwwijken in Haarlem koos Vermaat voor de distributie van zijn bakkerijproducten voor een revolutionaire werkwijze. Hij liet twee speciaal voor dit doel gemaakte automobielen inrichten als rijdende broodwinkel. Ze werden ieder bemand door een chauffeur en twee verkoopsters en reden van straat naar straat en van wijk naar wijk.
Vermaat bood zijn bruinbrood aan voor een lagere prijs dan de concurrentie. Dit leverde omzetgroei op en een ware broodoorlog tussen de bakkers van Haarlem.

### Tweede Wereldoorlog
In de loop van de Tweede Wereldoorlog werden de omstandigheden steeds nijpender. Grondstoffen waren schaars en de rijdende verkoopwagens kwamen stil te staan. Het brood werd nu huis-aan-huis verkocht met behulp van karren en bakfietsen. In de hongerwinter stopte de bezorging geheel vanwege plunderingen van bakkerswagens en razzia's op mannen in de leeftijd van 16 tot 40 jaar. De grote bakkers zochten samenwerking met kruidenierswinkels. Zo werd het brood van Vermaat uiteindelijk alleen nog verkocht bij Simon de Wit, Albert Heijn.

### 1945 - 1959
Begin jaren 1950 laaide de broodoorlog in Haarlem opnieuw op vanwege de lagere prijzen die grootbakker Vermaat rekende ten opzichte van de kleinere bakkers in de stad en omliggende gemeenten. Op 16 februari 1953 overleed oprichter Willem Vermaat op 57-jarige leeftijd. Broer Simon, die al actief was binnen het bedrijf, had vanaf dat moment de leiding.
In 1957 nam Vermaat bakkerij Franken uit Heemstede over. Deze beschikte over tien winkels in Haarlem en omliggende gemeenten. Een deel van de aankoop werd gefinancierd door de Meelfabriek De Sleutels uit Leiden, in ruil voor aandelen. Hierdoor kwam voor het eerst vreemd kapitaal in het bedrijf. De verhouding was 180 aandelen bij de familie Vermaat en 67 aandelen bij De Sleutels. Beide bakkerijbedrijven bleven naast elkaar voortbestaan, wel werd besloten om samen op de Paul Krugerkade 8 in Haarlem-Noord een moderne bakkerij te bouwen ter vervanging van de twee bestaande. De architecten Fred M. Kramer en C. den Heijer uit Haarlem tekenden het bouwplan voor een pand waarin alle bedrijfsfuncties geïntegreerd waren: productie van brood en banket, verpakking, kantoor en dienstwoning. In de bakkerij waren twee broodlijnen van elk 1800 broden per uur opgenomen, daarmee kon volledig worden voorzien in de productiebehoefte van Vermaat en van Franken. Met de bouw van deze fabriek werd in 1961 gestart met het slaan van de eerste paal door de Haarlemse wethouder J.A. Schippers.

### 1959 - 1969
Eind 1959 kwam bakkerij T. den Hartigh in Rotterdam in financiële moeilijkheden. Vermaat besloot wegens familiebanden de noodlijdende bakkerij over te nemen. Begin jaren 1960 kwamen er steeds meer zelfbedieningszaken voor levensmiddelen. Aanvankelijk was het kruideniers verboden om bakkersproducten te verkopen. Na een herziening van het Vestigingsbesluit in 1961 werd het ze toegestaan verpakt brood te verkopen. Dat brood werd veelal betrokken van industriële bakkerijen en betekende voor Vermaat een nieuw afzetkanaal. Elektrische bezorgwagens van Spijkstaal vervingen in deze jaren steeds vaker de bakkerskarren. Ook de supermarkten moesten worden bevoorraad. Dat was voor Vermaat reden om in 1963 flink te investeren in Spijkstaal wagens en bestelauto's. In de nieuwe bakkerij was dan ook 1000 m² ruimte gereserveerd voor het parkeren van deze bezorgvloot, inclusief een werkplaats. De Spijkstaal bezorgwagentjes van Vermaat reden zelfs in Hillegom en werden dagelijks bevoorraad met bestelbussen vanuit Haarlem.
In 1969 droeg de familie Vermaat de aandelen van de bakkerijen, met uitzondering van de aandelen in bakkerij T. den Hartigh te Rotterdam, over aan Meelfabriek De Sleutels. Deze was inmiddels sinds 1964 onderdeel van meelfabriek Meneba uit Rotterdam. Door deze transactie kwam een einde aan de relatie van de familie Vermaat met de gelijknamige bakkerij.

### 1969 - sluiting
In 1990 veranderde de naam van de bakkerijgroep van Meneba in 'Quality Bakers Group'. Vermaat werd vanaf 1997 'Quality Bakers Haarlem' genoemd. Nadat de bakkerijen waren overgenomen door het bedrijf Bakkersland sloot dit bedrijf de vestiging in Haarlem per 1 januari 2009. 
Eind 2024 werd begonnen met het slopen van het in onbruik geraakte bedrijfsgebouw.